# Direitos LGBT no Sri Lanka
Pessoas lésbicas, gays, bissexuais e transgêneras (LGBT) no Sri Lanka podem enfrentar desafios legais não enfrentados por residentes não LGBT. O artigo 365 do Código Penal do Sri Lanka, que criminaliza atos sexuais entre pessoas do mesmo sexo, permanece nos livros; embora a lei tenha sido considerada inexequível pelo supremo tribunal do Sri Lanka, a polícia faz cumprir essas leis desatualizadas se e quando necessário. De acordo com os relatórios do Departamento de Estado dos Estados Unidos, embora os processos judiciais usando esta lei sejam raros, organizações de direitos humanos relataram que a polícia usou a ameaça de prisão para agredir, assediar e extorquir sexual e monetariamente indivíduos LGBT. O Sri Lanka implementou leis anti-discriminação para homossexuais como parte de sua constituição e plano de ação de direitos humanos.

## Descrição
O atual quadro jurídico do Sri Lanka deriva principalmente das construções europeias/cristãs que foi importado para a ilha durante a era colonial, a maioria sendo predominantemente a lei britânica e a lei colonial romano-neerlandesa anterior. A mais famosa dessas leis discriminatórias é a agora dormente (e diversamente relatada como descriminalizada) Seção 365 que criminaliza o sexo homossexual, mas outras leis contra a personificação de gênero e proxenetismo também podem ser consideradas uma discriminação contra pessoas LGBT. Outros problemas com o quadro legal colonial incluem a falta de proteções e apoios para a comunidade das minorias sexuais, incluindo a falta de uma formulação específica para combater a discriminação contra as minorias sexuais e a fala de reconhecimento de conceitos de transgênero e terceiro gênero (que foram tecnicamente discriminadas por meio da Vagrants Ordinance). A Suprema Corte e os vários governos do Sri Lanka, no entanto, tentaram remediar esta situação, incluindo minorias sexuais em cláusulas genéricas anti-discriminação.

## Legalidade de atos sexuais entre pessoas do mesmo sexo
As seções 365 e 365A do Código Penal referem-se a ofensas não naturais e atos de indecência grosseira. Afirmam que o ato deve ser “punido com pena de prisão rigorosa até 10 anos com multa. Em 2019, a Global News afirmou que o país não havia condenado ninguém com base nessas disposições desde 1948, mas em 1995, a seção foi ligeiramente alterada para proibir expressamente "indecência grosseira", independentemente do sexo dos participantes.
Em novembro de 2017, o procurador-geral adjunto Nerin Pulle afirmou que o governo se moveria para descriminalizar a atividade sexual entre pessoas do mesmo sexo. A constituição do país não concede ao Supremo Tribunal os poderes para expulsar completamente uma lei dos livros. A Suprema Corte do Sri Lanka reconheceu que "o pensamento contemporâneo, de que o sexo consensual entre pessoas do mesmo sexo não deve ser policiado pelo estado, nem deve ser motivo para criminalização" e que a homossexualidade não pode ser criminalizada.
A Seção 07/1841 Vagrants Ordinance criminaliza a solicitação e atos de indecência em lugares públicos. Tem sido usado contra profissionais do sexo e minorias sexuais. O prazo máximo de seis meses e multa de 100 rúpias é imposta como punição.

### Doação de sangue
O Serviço Nacional de Transfusão de Sangue (NBTS) proíbe as pessoas que se envolvem em comportamentos de risco de doar sangue. Classifica o sexo homossexual como um comportamento de risco, juntamente com comportamentos não relacionados, como uso de drogas e ter mais de um parceiro sexual, portanto, consequentemente, LGBTs que praticam sexo homossexual estão proibidos de doar sangue por meio dos NBTS.

## Proteções contra discriminação
O Governo do Sri Lanka alegou ao Comitê de Direitos Humanos das Nações Unidas em 7–8 de outubro de 2014 que eles acham que as minorias sexuais deveriam ser protegidas sob as leis genéricas antidiscriminação existentes previstas na Constituição. O Governo do Sri Lanka declarou que tais proteções estavam "'implícitas' na constituição do Sri Lanka e que o Governo ainda não redigiu uma lei que conceda direitos 'explícitos'.
A discriminação contra as minorias sexuais ainda é um problema. Vários advogados e instituições de caridade pediram uma redação específica na constituição afirmando que a discriminação contra minorias sexuais é ilegal. Em 2017, o Governo também decidiu atualizar seu Plano de Ação de Direitos Humanos com um adendo que proíbe a discriminação contra alguém com base em sua orientação sexual. No entanto, nenhuma lei foi implementada após essa declaração.

## Identidade e expressão de gênero
Disforia de gênero é classificado como um problema de saúde mental. O conceito de terceiro gênero não é reconhecido pela lei do Sri Lanka.